# Agwagwune
L'agwagwune és una llengua que es parla al sud-est de Nigèria, a l'estat de Cross River, a la LGA d'Akamkpa.
L'agwagwune forma part de la sub-família de les llengües ubaghara-Kohumono, que són de la família de llengües de l'alt Cross. Té diversos dialectes: Abayongo, Abini, Adim, Erei, Etono i Orum. Les altres llengües que formen part de la seva sub-família són: el kohumono, l'umon i l'ugabhara, totes elles de Nigèria.
Segons l'ethnologue l'agwagwune té un estatus de llengua desenvolupada (nivell 5), que significa que gaudeix d'un ús vigorós entre totes les generacions i és una llengua d'ús literari. S'escriu en alfabet llatí i ja el 1894 s'hi van traduir porcions de la bíblia.
Segons el joshuaproject, l'agwagwune té 33.000 parlants, el 93% dels quals són cristians. D'aquests, el 60% són protestants, el 20% són catòlics romans i el 20% segueixen esglésies cristianes independents. El 7% restant dels agwagwune-parlants segueixen religions tradicionals africanes.